# Ocracoke
Ocracoke é uma Região censo-designada localizada no estado norte-americano da Carolina do Norte, no Condado de Hyde.

## Demografia
Segundo o Censo demográfico norte-americano de 2010, a sua população era de 948 habitantes.

## Geografia
De acordo com o United States Census Bureau tem uma área de
25,0 km², dos quais 24,8 km² cobertos por terra e 0,2 km² cobertos por água. Ocracoke localiza-se a aproximadamente 1 m acima do nível do mar.

## Localidades na vizinhança
O diagrama seguinte representa as localidades num raio de 68 km ao redor de Ocracoke.